# Burosse-Mendousse
 Burosse-Mendousse  es una población y comuna francesa, en la región de Aquitania, departamento de Pirineos Atlánticos, en el distrito de Pau y cantón de Garlin.

## Demografía
| 122 | 114 | 147 | 122 | 158 | 308 | 321 | 293 | 305 | 285 | 273 | 270 | 282 | 303 | 301 | 231 | 227 | 224 | 202 | 180 | 160 | 164 | 147 | 128 | 118 | 110 | 82 | 76 | 80 | 85 | 79 | 70 | 62 |
| Para los censos de 1962 a 1999 la población legal corresponde a la población sin duplicidades (Fuente: INSEE [Consultar]) |     |     |     |     |     |     |     |     |     |     |     |     |     |     |     |     |     |     |     |     |     |     |     |     |     |    |    |    |    |    |    |    |